# Weißer Gesang
Weißer Gesang ist eine spezifische Art von Gesang, die auch „Schreigesang“ genannt wird. Der weiße Gesang ist eine Methode, mit Hilfe des Schreiens eine Melodie zu erzeugen. Dabei wird die Luft mit Hilfe des Zwerchfells langsam durch den maximal geöffneten Kehlkopf herausgepresst. Zur Lauterzeugung verwenden die Sänger auch verschiedene Resonanzräume im Körper, etwa Teile des Kehlkopfes, die Schädelknochen sowie Lufthöhlen im Schädel- und Kehlkopfbereich. Der weiße Gesang ist typisch für die Volksmusik vieler Länder, zum Beispiel in Polen, der Ukraine, Russland, Belarus, Serbien, Kroatien und Bulgarien.